# Viisu
Viisu är en ort i Estland. Den ligger i Roosna-Alliku kommun och landskapet Järvamaa, i den centrala delen av landet, 80 km sydost om huvudstaden Tallinn. Viisu ligger 77 meter över havet och antalet invånare är 282.
Terrängen runt Viisu är mycket platt. Runt Viisu är det mycket glesbefolkat, med 5 invånare per kvadratkilometer. Närmaste större samhälle är Paide, 9,3 km sydväst om Viisu. Trakten runt Viisu består till största delen av jordbruksmark.